# ديف باور
ديف باور (بالإنجليزية: Dave Power) هو عداء مسافات طويلة أسترالي، ولد في 14 يوليو 1928 في مايتلاند في أستراليا، وتوفي في 1 فبراير 2014.

## وصلات خارجية
- ديف باور على موقع الاتحاد الدولي لألعاب القوى (الإنجليزية)
- ديف باور على موقع النتائج التاريخية لألعاب القوى الأسترالية (الإنجليزية)
- ديف باور على موقع رابطة إحصائيات سباق الطريق (الإنجليزية)
- ديف باور على موقع اللجنة الأولمبية الدولية (الإنجليزية)
- ديف باور على موقع أوليمبيديا (الإنجليزية)
- ديف باور على موقع اللجنة الأولمبية الأسترالية (الإنجليزية)
- ديف باور على موقع اتحاد ألعاب الكومنولث (مؤرشف) (الإنجليزية)
- ديف باور على موقع قاعة أستراليا للمشاهير الرياضية (الإنجليزية)